# Jean-Charles Garnier d'Isle
Jean-Charles Garnier d'Isle est un architecte et paysagiste français né en 1697 et mort le 12 décembre 1755.
Gendre de Claude Desgots, il est l'un des créateurs de jardins les plus réputés sous le règne de Louis XV.

## Biographie
Jean-Charles Garnier d'Isle est contrôleur général des Bâtiments, jardins et manufactures et dessinateur des Jardins du Roi. Il entre en 1724 à l'Académie royale d'architecture et devient associé libre de l'Académie royale de peinture et de sculpture en 1748. Il termine sa carrière comme contrôleur des Bâtiments du Roi à Paris, fonctions dans lesquelles Jacques-Germain Soufflot prit sa suite.
Il est, entre autres, de 1747 à sa mort, directeur de la Manufacture Royale des Gobelins à la suite de Charles Le Brun, Pierre Mignard puis des Cotte père et fils.
Il est l'un des créateurs de jardins les plus réputés sous le règne de Louis XV. Selon Blondel : « Mr Garnier Dille, gendre de M. Desgots, Architecte et Contrôleur des Bâtiments du Roi, se distingue aujourd'hui dans cette partie de l'Architecture ; Mr Contant, Architecte du Roi, l'entend aussi très bien. »
Si la carrière de Garnier d'Isle est encore assez mal établie, on sait qu'il a notamment travaillé pour Madame de Pompadour, à l'Ermitage de Pompadour de Fontainebleau, à Crécy-Couvé, au château de Bellevue qui est considéré comme son chef-d'œuvre.
Il travaille également dans les jardins du château de Champs-sur-Marne à l'époque du duc de La Vallière, peut-être toujours pour Madame de Pompadour, locataire du château entre juillet 1757 et janvier 1759.
Il a épousé la fille du paysagiste Claude Desgots (1655-1732), lui-même petit-neveu d'André Le Nôtre. Son fils, Charles-Hippolyte, est également contrôleur des Bâtiments du roi. Leur descendance se perpétue dans les familles Mirleau de Neuville, Belle-Isle, Joybert  puis Duffour.

### Sources
- Michel Gallet, Les architectes parisiens du XVIIIe siècle, Paris, Éditions Mengès, 1995  (ISBN 2856203701)